# Quartier Saint-Agne
Pour les articles homonymes, voir Saint-Agne (homonymie).
Saint-Agne, Sant Anha (oc) , à l'est d'Empalot, est un ancien faubourg de Toulouse, quartier populaire résidentiel, attaché à Saint-Michel et Empalot, dans le sud de la ville de Toulouse. On pourra y découvrir l'église Sainte-Germaine mais le quartier est surtout connu du fait de la Gare de Toulouse-Saint-Agne, de la station de métro Saint-Agne – SNCF et de l'École supérieure du professorat et de l'éducation qui s'y trouvent.

## Origine du nom
Paroisse sous l'Ancien Régime et déclarée commune en 1790, Saint-Agne porta le nom de Germinal durant la Révolution puis fut rattachée à Toulouse avant 1794. Son nom fait référence à Saint-Aignan.

## Situation géographique
Le quartier est situé au sud de Toulouse. Il est entouré des quartiers d'Empalot à l'ouest, Saint-Michel au nord et Saouzelong-Rangueil au sud et à l'est.
Il est délimité par la voie ferrée de la ligne Toulouse - Bayonne, le boulevard des Récollets et l'avenue Paul-Crampel au nord et la rue du Férétra à l'ouest.

## Lieux et monuments

### L'église Sainte-Germaine

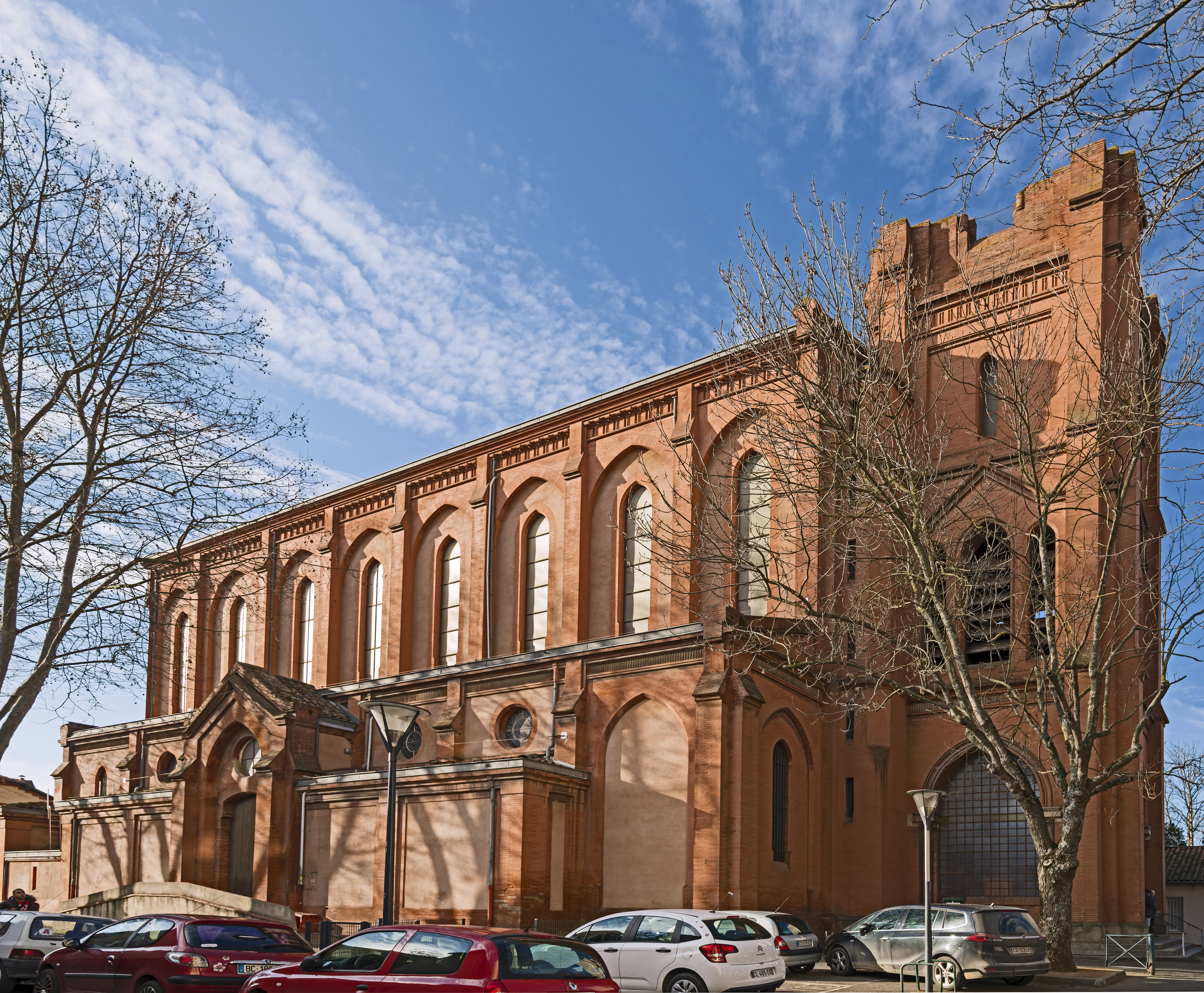
Vue de l’église sainte-Germaine
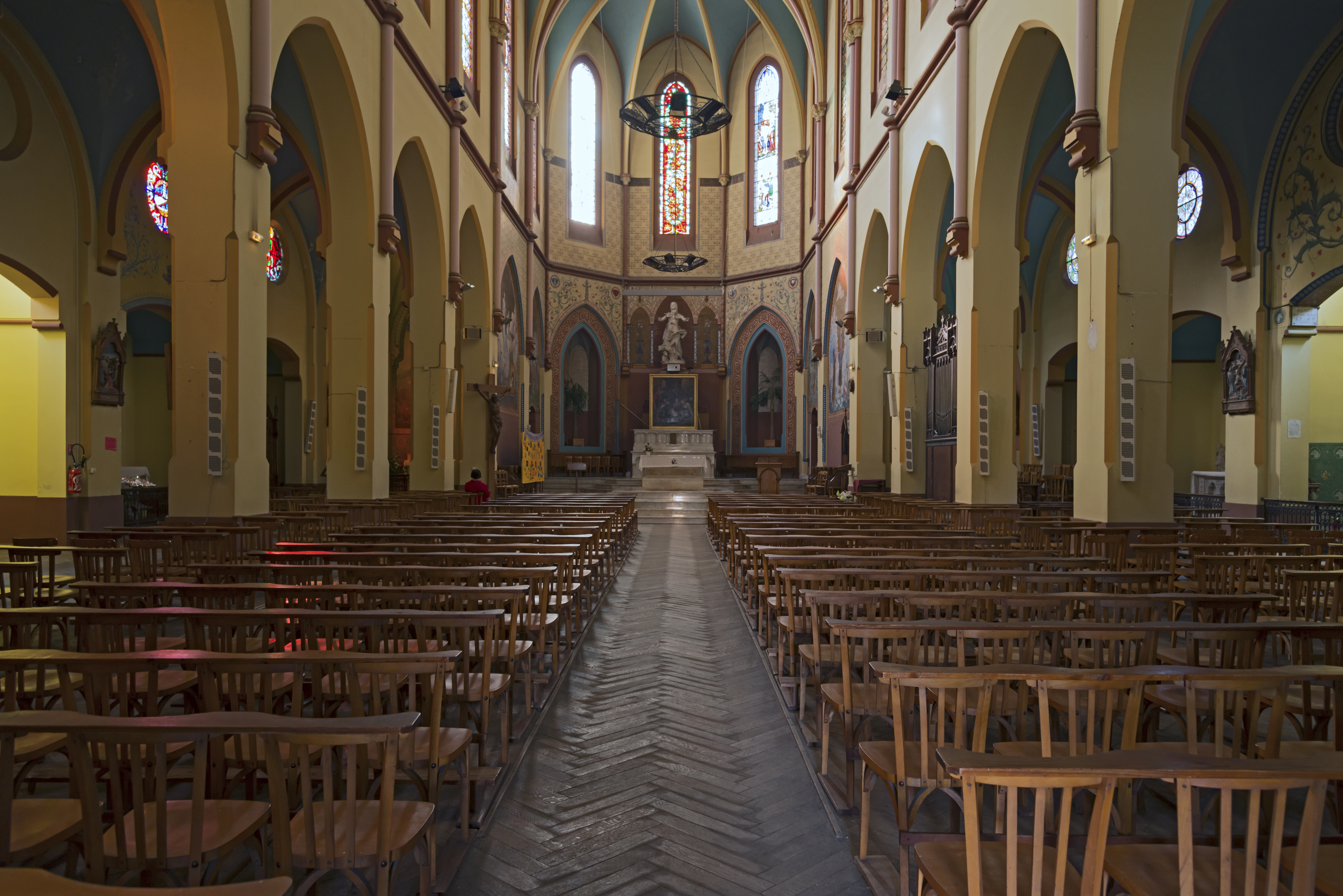
vue interieure
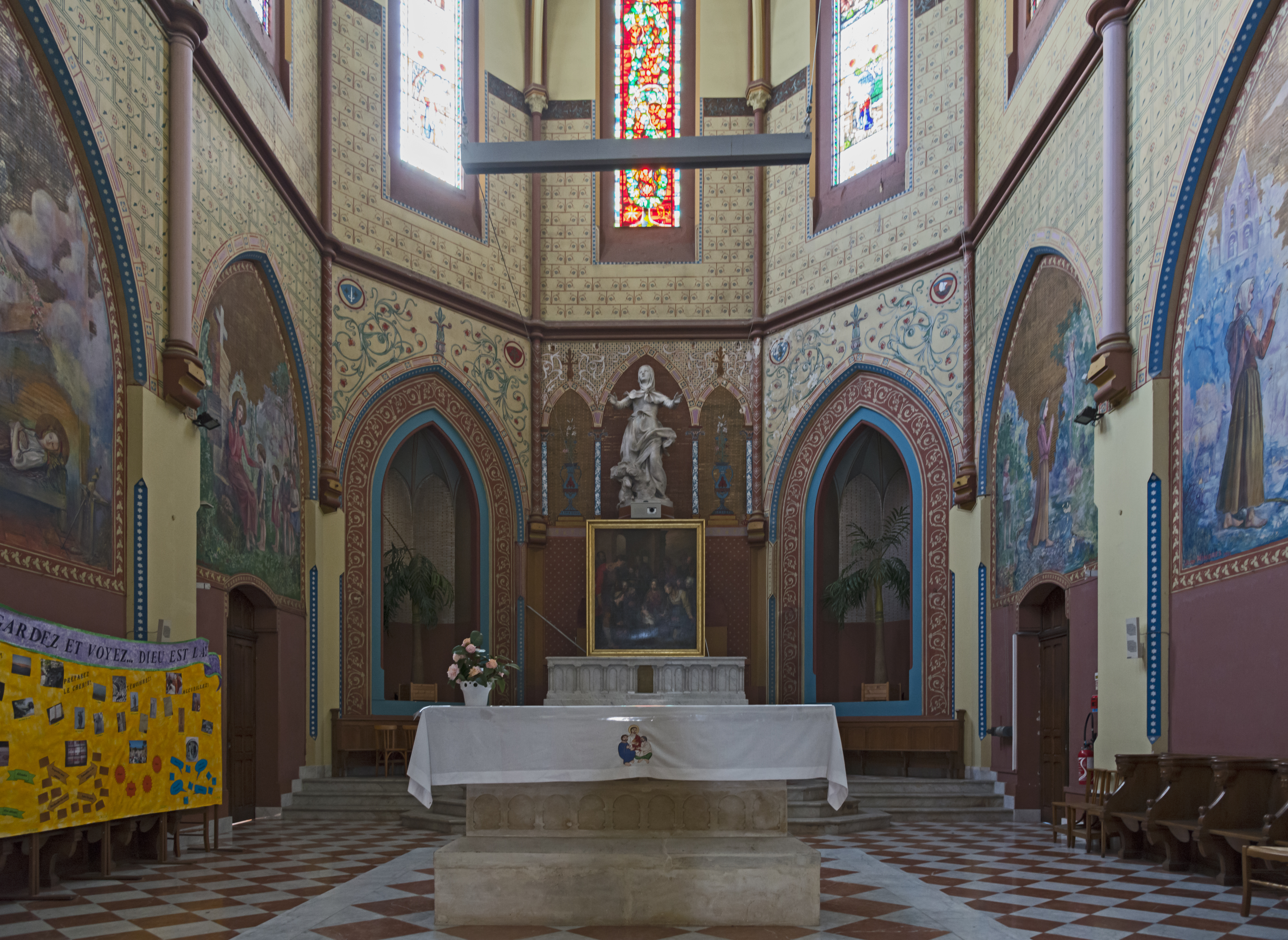
Vue du chœur
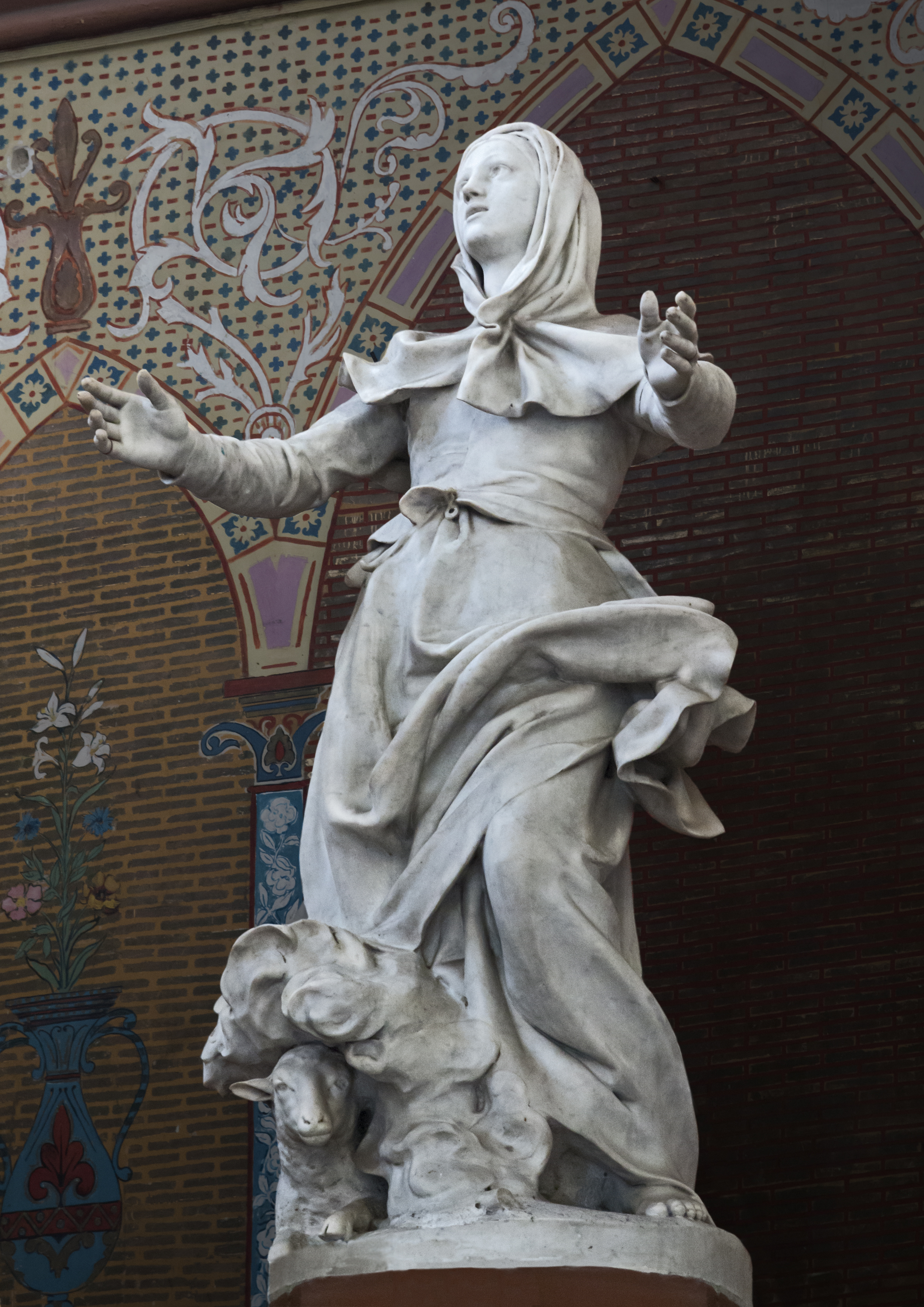
Sainte-Germaine par Alexandre Falguière

### IUFM de Toulouse
IUFM de Toulouse (Institut Universitaire de Formation des Maîtres) se situe en face de l'église sainte-Germaine, à côté de l'école primaire et du métro Saint-Agne SNCF.

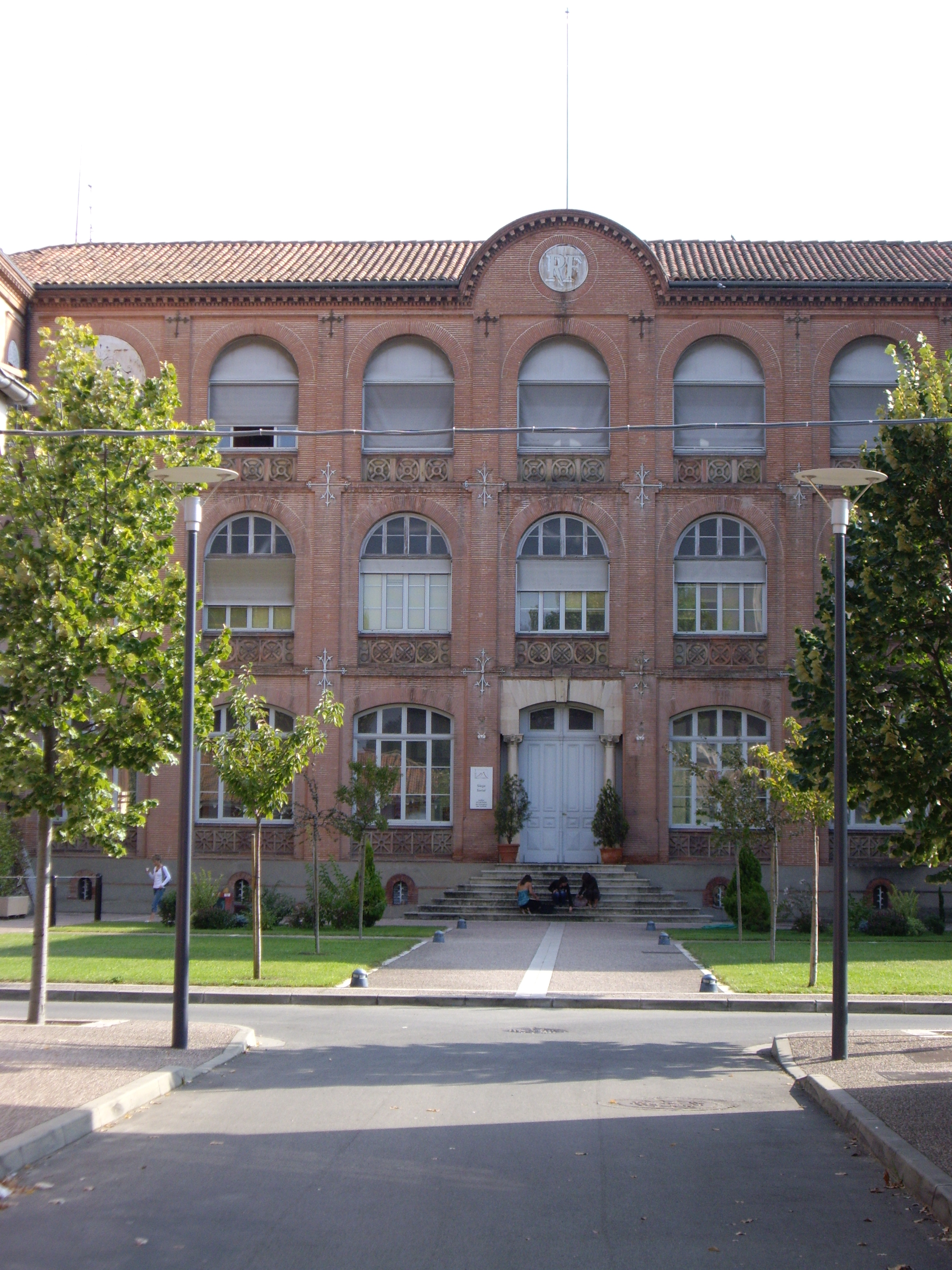
IUFM de Toulouse, quartier Saint-Agne

## Aménagement urbain

### Logement
Il y a un grand nombre de logements (petits ensembles, HLM), et également beaucoup de petites maisons.

## Voies de communications et transports

### Transports en commun
- Saint-Agne SNCF / Gare Saint-Agne
  - 34115Noctambus

## Personnalités liées au quartier
- Guillaume Restes : Gardien du Toulouse Football Club, est natif du quartier